# Et tournent les chevaux de bois
Pour plus de détails, voir Fiche technique et Distribution.
Et tournent les chevaux de bois (Ride the Pink Horse) est un film américain en noir et blanc réalisé par Robert Montgomery, sorti en 1947.

## Synopsis
Lucky Gagin débarque à San Pablo, petit village du Nouveau-Mexique, avec la ferme intention de venger la mort de son ami Shorty Thomson, et pour cela recherche un certain Frank Hugo, caïd local. Déjà sur place, Retz, un agent fédéral, le dissuade d'interférer. Gagin se lie d'amitié avec quelques locaux, dont Pancho, qui tient un manège, et la belle Pila qui le suit partout, fascinée... A San Pablo, la fiesta bat son plein alors qu'on s'apprête à brûler Zozobra, dieu de la malchance.

## Fiche technique
- Titre : Et tournent les chevaux de bois
- Titre français alternatif : Chantage
- Titre original : Ride the Pink Horse
- Réalisation : Robert Montgomery
- Scénario : Ben Hecht et Charles Lederer d'après le roman éponyme de Dorothy B. Hughes
- Production : Joan Harrison
- Société de production : United International Pictures pour Universal
- Musique : Frank Skinner
- Photographie : Russell Metty
- Costumes : Yvonne Wood (robes)
- Montage : Ralph Dawson
- Pays d'origine :  États-Unis
- Langue : anglais, espagnol
- Format : noir et blanc – 35 mm – 1,37:1 – mono (Western Electric Recording)
- Genre : Film noir, thriller
- Durée : 101 min
- Dates de sortie : 
  - États-Unis : 8 octobre 1947
  - France : 2 novembre 1949

## Distribution
- Robert Montgomery : Lucky Gagin
- Wanda Hendrix : Pilar
- Andrea King : Marjorie Lundeen
- Thomas Gomez : Pancho
- Fred Clark : Frank Hugo
- Art Smith : Bill Retz
- Richard Gaines : Jonathan
- Harold Goodwin : Red
- Edward Earle : Locke
- Grandon Rhodes : M. Edison

## Source
- Et tournent les chevaux de bois et les affiches françaises du film, sur EncycloCiné